# Barrierefreiheitsstärkungsgesetz
Das Barrierefreiheitsstärkungsgesetz (BFSG) ist ein Gesetz, das die Barrierefreiheit von digitalen Angeboten und digitalen Produkten in Deutschland regelt. Es dient zur Umsetzung der Richtlinie (EU) 2019/882 des Europäischen Parlaments und des Rates über die Barrierefreiheitsanforderungen für Produkte und Dienstleistungen und zur Änderung anderer Gesetze. Es wurde am 16. Juli 2021 erlassen und ist zum 28. Juni 2025 in Kraft getreten.

## Inhalt
Während die konkreten Anforderungen an die Barrierefreiheit im Bereich digitaler Angebote (wie beispielsweise Websites) in Deutschland von der Barrierefreie-Informationstechnik-Verordnung (BITV) geregelt werden, erweitert das BFSG die Pflicht, diese Richtlinien zu befolgen, auf weitere digitale Angebote und Produkte als jene, die zuvor vom Behindertengleichstellungsgesetz abgedeckt wurden. Die Regelungen gelten damit auch für die Privatwirtschaft und nicht nur für öffentliche Stellen. Dies ist eine wichtige Neuerung im Vergleich zum Behindertengleichstellungsgesetz (BGG), das nicht auf die Privatwirtschaft ausgeweitet wurde, was laut dem UN-Menschenrechtsausschuss gegen die UN-Behindertenrechtskonvention verstieß.
Aufgrund der Verordnungsermächtigung des § 3 Abs. 2 des Gesetzes stellt die Verordnung zum Barrierefreiheitsstärkungsgesetz (BFSGV) konkrete Anforderungen an die Barrierefreiheit bestimmter Produkte. So müssen beispielsweise E-Book-Reader eine Sprachausgabe unterstützen (§ 8 BFSGV).
Das Gesetz betrifft bestimmte Produkte, Dienstleistungen und Inhalte, die im Text aufgelistet werden (§1 BFSG). Die Anforderung der Barrierefreiheit gilt nicht für Kleinstunternehmen, die Dienstleistungen anbieten oder erbringen, wohl aber für solche, die Produkte in Umlauf bringen. Wo dies zutrifft, können sich Wirtschaftsakteure außerdem auf die in §§ 16 und 17 definierten Ausnahmetatbestände berufen.
Für die Kontrolle der Umsetzung sind die Marktüberwachungsbehörden der Länder zuständig. Dafür soll eine gemeinsame Marktüberwachungsstelle der Länder beim Ministerium für Arbeit, Soziales, Gesundheit und Gleichstellung des Landes Sachsen-Anhalt mit Sitz in Magdeburg eingerichtet werden. Wo Barrierefreiheit nicht hergestellt wird, kann die Behörde beispielsweise die Bereitstellung von Produkten stoppen, Dienstleistungen vorübergehend einstellen oder Bußgelder verhängen.
Verbraucher und anerkannte Verbände und Einrichtungen nach § 32 BFSG können bei Streitigkeiten über die Barrierefreiheit ein Schlichtungsverfahren bei einer Schlichtungsstelle nach § 16 Behindertengleichstellungsgesetz (BGG) durchführen lassen. Sie können die Umsetzung des Gesetzes auch bei den Marktüberwachungsbehörden der Länder einfordern. Sollte eine Behörde keine Maßnahmen einleiten, ist eine Klage vor dem Verwaltungsgericht gegen die betreffende Behörde möglich.